# Gårdsjön (Häradshammars socken, Östergötland)
Gårdsjön är en sjö i Norrköpings kommun i Östergötland och ingår i Motala ström-Söderköpingsåns kustområde. Sjön har en area på 0,0982 kvadratkilometer och ligger 8 meter över havet. Sjön avvattnas av vattendraget Varaån.

## Delavrinningsområde
Gårdsjön ingår i det delavrinningsområde (649210-154911) som SMHI kallar för Mynnar i Varaån. Medelhöjden är 19 meter över havet och ytan är 9,34 kvadratkilometer. Det finns inga avrinningsområden uppströms utan avrinningsområdet är högsta punkten. Varaån som avvattnar avrinningsområdet har biflödesordning 2, vilket innebär att vattnet flödar genom totalt 2 vattendrag innan det når havet efter 8,4 kilometer. Avrinningsområdet består mestadels av skog (27 procent), öppen mark (21 procent) och jordbruk (48 procent). Avrinningsområdet har 0,1 kvadratkilometer vattenytor vilket ger det en sjöprocent på 1,1 procent.